# М-86 (двигатель)
М-86 — советский авиационный звездообразный 14-цилиндровый поршневой двигатель. Представлял собой форсированный по наддуву двигатель М-85 (лицензионная копия французского мотора Гном-Рон «Мистраль мажор» 14Kdrs (Гном-Рон 14K Mistral Major).

## История
В 1933 году во время поездки советской делегации моторостроителей во Францию было заключено соглашение о технической помощи в освоении двигателей: 9-цилиндрового 9К «Мистраль» (советское обозначение М-75) и 14-цилиндрового 14К «Мистраль мажор» (советское обозначение М-85). Договор предусматривал поставки комплектующих для первых серий двигателей, а также стажировку 15 советских инженеров на заводе «Гном-Рон» во Франции. В 1934 году началась приёмка технической документации и двигателей-образцов. 
Для 1935 года мотор М-85 по своим техническим данным уже несколько устарел, поэтому для модернизации двигателя в 1935 году было сформировано ОКБ-29 под руководством  А. С. Назарова. В 1936 году в ОКБ-29 спроектировали форсированный по наддуву вариант М-85 под обозначением М-85Ф. Двигатель был запущен в серию на заводе №29 в Запорожье в апреле 1937 года под обозначением М-86. Прекратили производить М-86 в 1939 году. Всего изготовили 548 двигателей М-86.

## Конструкция
Двигатель М-86 представлял собой 14-цилиндровый двухрядный звездообразный четырёхтактный поршневой двигатель воздушного охлаждения. Двигатель М-86 был форсированным вариантом двигателя М-85, который являлся лицензионной копией французского мотора Гном-Рон «Мистраль мажор» 14Kdrs (Гном-Рон 14K Mistral Major). 
Форсировали двигатель по наддуву за счет изменения привода нагнетателя. В связи с возросшими нагрузками были произведены изменения:
- был усилен кривошипно-шатунный механизм;
- увеличено оребрение гильз;
- усилен ПЦН.

## Применение
Двигатель М-86 устанавливался на серийных самолетах ДБ-3, на опытных самолётах АНТ-37бис (ДБ-2Б), Р-9 (ЛБШ).